# (400114) 2006 UQ20
(400114) 2006 UQ20 es un asteroide perteneciente al cinturón de asteroides, descubierto el 16 de octubre de 2006 por el equipo del Spacewatch desde el Observatorio Nacional de Kitt Peak, Arizona, Estados Unidos.

## Designación y nombre
Designado provisionalmente como 2006 UQ20.

## Características orbitales
2006 UQ20 está situado a una distancia media del Sol de 2,619 ua, pudiendo alejarse hasta 2,985 ua y acercarse hasta 2,254 ua. Su excentricidad es 0,139 y la inclinación orbital 1,435 grados. Emplea 1548,93 días en completar una órbita alrededor del Sol.

## Características físicas
La magnitud absoluta de 2006 UQ20 es 17,7.